# Between Two Worlds (film)
Between Two Worlds (Ahasin Wetei) è un film del 2009 diretto da Vimukthi Jayasundara.